# تیم ملی بسکتبال اسکاتلند
تیم ملی بسکتبال اسکاتلند نماینده اسکاتلند در رقابت های بین‌المللی بسکتبال است ، در سال ۲۰۰۵ به همراه انگلیس و ولز ادغام شدند تا تیم ملی بسکتبال بریتانیا را تشکیل دهند. .